# Польгар (город)
Польгар (Полгар; венг. Polgár) — город в восточной Венгрии. Медьный бык (провинция) Хайду-Бихар (административный центр в Дебрецене).

## История
До 15 июля 2013 года — центр одноимённого района. После реформы административно-территориального деления Венгрии — в составе новой административно-территориальной единицы под названием Хайдунанашский яраш.

## Топоним
Слово полгар по-венгерски означает «гражданин». Является не только топонимом, но и известной фамилией.
По состоянию на 2011 год население города составляет 8000 человек.

## Население
| Год  | Численность | Численность |
| ---- | ----------- | ----------- |
| 2013 | 8062        | [ 4 ]       |
| 2014 | 8025        | [ 5 ]       |
| 2015 | 7889        | [ 6 ]       |
| 2019 | 8044        | [ 7 ]       |
| 2021 | 7953        | [ 8 ]       |
| 2022 | 7914        | [ 9 ]       |
| 2023 | 7900        | [ 10 ]      |
| 2024 | 7841        | [ 3 ]       |